# Norra Axsjön
Norra Axsjön är en sjö i Lekebergs kommun i Närke och ingår i Norrströms huvudavrinningsområde. Sjön har en area på 0,0711 kvadratkilometer och ligger 114 meter över havet.

## Delavrinningsområde
Norra Axsjön ingår i det delavrinningsområde (655372-142782) som SMHI kallar för Mynnar i Toften. Medelhöjden är 109 meter över havet och ytan är 28,6 kvadratkilometer. Räknas de 4 avrinningsområdena uppströms in blir den ackumulerade arean 153,01 kvadratkilometer. Svartån som avvattnar avrinningsområdet har biflödesordning 2, vilket innebär att vattnet flödar genom totalt 2 vattendrag innan det når havet efter 276 kilometer. Avrinningsområdet består mestadels av skog (84 procent). Avrinningsområdet har 0,7 kvadratkilometer vattenytor vilket ger det en sjöprocent på 2,5 procent. Bebyggelsen i området täcker en yta av 0,9 kvadratkilometer eller 3 procent av avrinningsområdet.